# Hermann Reihs
Hermann Reihs (* 1894; † 10. September 1978) war eine Person des gewerblichen Genossenschaftswesens.
Er war sowohl in der Österreichischen Zentralgenossenschaftskasse (seit 1974 Österreichische Volksbanken-Aktiengesellschaft, ÖVAG) als auch im Österreichischen Genossenschaftsverband in leitender Funktion tätig.

## Berufliche Tätigkeit
Reihs war von 1933 bis 1946 in der Österreichischen Zentralgenossenschaftskasse, von 1951 bis 1961 bei der Volksbank Baden in leitender Funktion tätig.
Von 1962 bis 1964 war er Vorstandsmitglied für den Bereich Kreditgenossenschaften und von 1964 bis 1968 als amtierender Verbandsanwalt Vorsitzender des Vorstandes des Österreichischen Genossenschaftsverbandes.

## Auszeichnungen
- Großes Goldenes Ehrenzeichen des Österreichischen Genossenschaftsverbandes
- Silbernes Ehrenzeichen für Verdienste um die Republik Österreich